# Liên hiệp Quốc tế về Nghiên cứu Đệ Tứ
Liên đoàn Quốc tế về Nghiên cứu Đệ Tứ hay Liên hiệp Quốc tế về Nghiên cứu Kỷ Đệ Tứ, viết tắt theo tiếng Anh là INQUA (International Union for Quaternary Research), là một tổ chức phi chính phủ phi lợi nhuận quốc tế hoạt động trong lĩnh vực nghiên cứu Kỷ Đệ Tứ và thời kỳ băng hà.
Kỷ Đệ Tứ được Ủy ban quốc tế về địa tầng học (ICS) điều chỉnh trong phiên bản 2009 về niên đại địa chất, xác định kỷ bắt đầu vào khoảng 2,588±0,005 triệu năm trước, khi bắt đầu tầng Gelasia.
INQUA thành lập năm 1928, là thành viên liên hiệp khoa học của Hội đồng Khoa học Quốc tế (ISC) , và của Hội đồng Quốc tế về Khoa học (ICSU) trước đây từ 2005.
Nhiệm kỳ 2019-2023 có Chủ tịch là Thijs Van Kolfschoten từ Hà Lan, và Thư ký là Eniko Magyari từ  Hungary .

## Mục tiêu
Mục tiêu cơ bản INQUA là thúc đẩy kết nối và hợp tác quốc tế trong thực nghiệm và ứng dụng các khía cạnh của nghiên cứu Đệ Tứ, nhằm góp phần trong những cách thực tế để đánh giá ở các quy mô và tỷ lệ thay đổi môi trường toàn cầu trong quá khứ địa chất gần đây.

## Tổ chức
INQUA có Ban điều hành và các ban chuyên môn. INQUA đang chuẩn bị cho bầu cử Chủ tịch nhiệm kỳ 2015-2019.
| Viết tắt | Ban                                     | Tên gốc                                     |
| -------- | --------------------------------------- | ------------------------------------------- |
| CMP      | Các quá trình Biển và Ven biển          | Coastal and marine processes                |
| HABCOM   | Con người và Sinh quyển                 | Humans and Biosphere                        |
| PALCOMM  | Cổ khí hậu                              | Palaeoclimate                               |
| SACCOM   | Địa tầng và Niên đại                    | Stratigraphy and Chronology                 |
| TERPRO   | Các quá trình đất, trầm tích và Lịch sử | Terrestrial Processes, Deposits and History |

## Hoạt động
INQUA tổ chức Đại hội quốc tế bốn năm một kỳ. Đại hội là tại diễn đàn đào tạo và là cơ hội cho các ủy ban và chuyên đề khác nhau gặp gỡ trao đổi về kết quả nghiên cứu và những vấn đề quan tâm.
| Nr. | Năm  | Đại hội tại            | Đại hội tại | Chủ tịch  | Chủ tịch              |
| --- | ---- | ---------------------- | ----------- | --------- | --------------------- |
| 21. | 2023 | Università La Sapienza | Ý           |           |                       |
| 20. | 2019 | Dublin                 | Ireland     | 2019-2023 | Thijs Van Kolfschoten |
| 19. | 2015 | Nagoya                 | Nhật Bản    | 2015-2019 | Allan Ashworth        |
| 18. | 2011 | Bern                   | Thụy Sĩ     | 2011-2015 | Margaret Avery        |
| 17. | 2007 | Cairns                 | Úc          |           |                       |
| 16. | 2003 | Reno, Nevada           | Hoa Kỳ      |           |                       |
| 15. | 1999 | Durban                 | Nam Phi     |           |                       |
| 14. | 1995 | Berlin                 | Đức         |           |                       |
| 13. | 1991 | Bắc Kinh               | Trung Quốc  |           |                       |
| 12. | 1987 | Ottawa                 | Canada      |           |                       |
| 11. | 1982 | Moskva                 | Liên Xô     |           |                       |
| 10. | 1977 | Birmingham             | Anh Quốc    |           |                       |
| 9.  | 1973 | Christchurch           | New Zealand |           |                       |
| 8.  | 1969 | Paris                  | Pháp        |           |                       |
| 7.  | 1965 | Boulder, Colorado      | Hoa Kỳ      |           |                       |
| 6.  | 1961 | Warsaw                 | Ba Lan      |           |                       |
| 5.  | 1957 | Madrid                 | Tây Ban Nha |           |                       |
| 4.  | 1953 | Rome                   | Ý           |           |                       |
| 3.  | 1936 | Vienna                 | Áo          |           |                       |
| 2.  | 1932 | Leningrad              | Liên Xô     |           |                       |
| 1.  | 1928 | Copenhagen             | Đan Mạch    |           |                       |

## Các tạp chí về Nghiên cứu Kỷ Đệ Tứ
- Boreas, đăng ký xuất bản tại Anh quốc.[8]
- Geografiska Annaler (Series A), đăng ký xuất bản tại Anh quốc.[9]
- Journal of Quaternary Science, đăng ký xuất bản tại Anh quốc.[10]
- Quaternary Geochronology, đăng ký xuất bản tại Hà Lan.[11]
- Quaternary International, đăng ký xuất bản tại Anh quốc.[12]
- Quaternary Science Reviews, đăng ký xuất bản tại Anh quốc.[13]